# Pargali Ibrahim Paša
Pargali Ibrahim Paša (turško Pargalı İbrahim Paşa,  Ibrahim Paša iz Parge, Frenk İbrahim Paşa,  Zahodnjak,  Maktul İbrahim Paşa, Izbranec, po usmrtitvi preimenovan v Makbul, Usmrčeni) je bi prvi veliki vezir Osmanskega cesarstva, ki ga je imenoval sultan Sulejman Veličastni, * okoli 1495, Parga, Beneška republika (zdaj Grčija),  † 15. marec 1536, Konstantinopel, Osmansko cesarstvo.
Ibrahim, rojen kot pravoslavni kristjan, je bil v mladosti zasužnjen in postal tesen Sulejmanov prijatelj. Leta 1523 ga je Suleiman imenoval za velikega vezirja, da bi zamenjal Piri Mehmed Pašo, ki ga je leta 1518 imenoval Sulejmanov oče, sultan Selim I. Ibrahim pa je ostal na tem položaju naslednjih 13 let. Dosegel je visoko raven avtoritete in vpliva, kot ga je imela le peščica drugih velikih vezirjev cesarstva. Leta 1536 so ga po Sulejmanovem ukazu usmrtili, njegovo premoženje pa je zaplenila država.

## Življenje

### Poreklo
Ibrahim je bil sin pravoslavnih krščanskih staršev, rojen v Pargi v Epiru, ki je bil takrat del Beneške republike. Njegova narodnost ni znana, verjetno pa je prvotno govoril slovansko narečje in je poznal tudi grščino in albanščino. Njegov oče je bil ali mornar ali ribič. V obdobju od 1499 in 1502 ga je ujel Iskender Paša, osmanski guverner Bosne, in ga zasužnjil. Princa Sulejmana je prvič srečal na posestvu Iskender Paše blizu Edirna, najverjetneje leta 1514.  Ibrahim  so takrat vzeli v Sulejmanovo službo.

### Politična kariera
Potem ko se je njegov tekmec Hain Ahmed Paša, guverner Egipta, razglasil za neodvisnega od Otomanskega cesarstva in bil leta 1524 usmrčen, je Ibrahim Paša leta 1525 odpotoval na jug v Egipt in reformiral tamkajšnji  sistem civilne in vojaške uprave. Svoj novi sistem je orisal v ediktu z Kanunname.
Leta 1523 se je na razkošni slovesnosti   poročil z Muhsine Hatun, vnukinjo Iskender Paše, ki ga je pred nekaj več kot dvema desetletjema zasužnjil. Zdi se, da je bila zakonska zveza politično motivirana kot metoda vključevanja tujca Ibrahima v osmansko elito. Muhsine je bila sprva skeptična do svojega moža, kasneje pa sta sčasoma vzpostavila ljubeč odnos. 
Zgodovinarji so bilo dolgo časa prepričani, da se je Ibrahim poročil s Hatice Sultan, sestro sultana Sulejmana. Prepričanje je temeljilo na maloštevilnih dokazih in domnevah. Po raziskavah  zgodovinarja Ebruja Turana in odkritju več omemb  Muhsine v beneških in osmanskih besedilih, pa tudi podpisanega Ibrahimovega pisma je zdaj splošno sprejeto mnenje, da je bila Ibrahimova žena Muhsine in ne Hatice.<ref1/>
Na diplomatskem področju  je bilo Ibrahimovo delo z zahodnimi krščanskimi kraljestvi popoln uspeh. Predstavljal se je kot "resnična oblast Otomanskega cesarstva" in v pogajanjih z voditelji katoliških sil uporabljal različne taktike. Beneški diplomati so ga po zgledu na Sulejmana imenovali kar Ibrahim Veličastni. Leta 1533 je prepričal Karla V., da je Ogrsko spremenil v osmansko vazalno državo. Leta 1535 je s Francem I. sklenil monumentalen sporazum, ki je dal Franciji v zameno za skupno ukrepanje proti Habsburžanom ugodne trgovinske pravice znotraj Osmanskega cesarstva.  Ta sporazum naj bi postavil temelje za skupne francosko-osmanske pomorske manevre, vključno z bazo osmanske flote v južni Franciji (Toulon) pozimi 1543–1544.
Čeprav je Ibrahim paša že zdavnaj prešel na islam, je ohranil nekaj vezi s svojimi koreninami. V Istanbul je celo pripeljal  svoje starše,  kjer so tudi oni prestopili  v islam. Njegov oče se je preimenoval v Jusufa in se pridružil osmanski eliti ter postal guverner Epirja.
15. marca 1536 so Ibrahim Pašo pri 43 letih po Sulejmanovem ukazu na slavnostni večerji zadavili nemi krvniki.

## Vira
- Şahin, Kaya (2013). Empire and Power in the Reign of Süleyman: Narrating the Sixteenth-Century Ottoman World. Cambridge University Press. ISBN 978-1-107-03442-6.
- Turan, Ebru (2009). »The Marriage of Ibrahim Pasha (ca. 1495-1536): The Rise of Sultan Süleyman's Favorite to the Grand Vizierate and the Politics of the Elites in the Early Sixteenth-Century Ottoman Empire«. Turcica. 41: 3–36.

| Politične funkcije             | Politične funkcije                                                | Politične funkcije            |
| ------------------------------ | ----------------------------------------------------------------- | ----------------------------- |
| Predhodnik: Piri Mehmed Paša   | Veliki vezir Osmanskega cesarstva 27. junij 1523 – 14. marec 1536 | Naslednik: Ajas Mehmed Paša   |
| Predhodnik: Guzelce Kasim Paša | Osmanski guverner Egipta 1525                                     | Naslednik: Guzelce Kasim Paša |